# فرودگاه جهنم گمشده
فرودگاه جهنم گمشده (به انگلیسی: Lost Hills Airport) (به زبان بومی: Lost Hills-Kern County Airport) یک فرودگاه همگانی است که یک باند فرود آسفالت دارد و طول باند آن ۹۲۰ متر است. این فرودگاه در کشور ایالات متحده آمریکا قرار دارد و در ارتفاع ۸۳٫۵ متری از سطح دریا واقع شده است.